# Sylvain de Jong
Pour les articles homonymes, voir de Jong.
Sylvain de Jong, né à Amsterdam (Pays-Bas) le 5 juin 1868 et mort en avril 1928, est un pionnier de l'automobile néerlandais, fondateur de la marque de limousines de luxe belge Minerva.